# Antinous
Antinous (stgr. Ἀντίνοος Antinoos), ur. 27 listopada 111 w Claudiopolis, zm. ok. 30 października 130 na Nilu koło Besy – grecki młodzieniec z Bitynii, homoseksualny partner cesarza Hadriana.
Po ukończeniu 12 lat przyjęto go na cesarski dwór Hadriana. Kilka lat później stał się jego kochankiem, co milcząco tolerowała cesarzowa Sabina. W roku 130 Antinous miał przypadkowo utonąć w Nilu. Na pamiątkę zdarzenia Hadrian w 137 roku ufundował w pobliżu tego miejsca miasto Antinoopolis (dzis. Sheikh Ibada), ogłaszając Antinousa herosem; na jego cześć polecił też nazwać gwiazdozbiór, wznosił mu świątynie i urządzał igrzyska. Najważniejsze poświęcone mu miejsce kultu znajdowało w Mantinei w Arkadii. Ponadto cesarz nakazał wykonywać znaczne ilości jego rzeźb i portretów. Kult Antinousa miał przetrwać aż do czasów upadku Rzymu.
Przez wieki wizerunki Antinousa przedstawiano w rzeźbie, na monetach oraz gemmach jako ideał młodzieńczego piękna. Król Prus Fryderyk II Wielki ustawił posąg Antinousa pod oknami swego gabinetu w pałacu Sanssouci.